# Johan Arnold Dahmen (1766-1812)
Johannes Arnoldus (Johan Arnold) Dahmen, ook wel verengelst tot John Arnold Dahmen (Den Haag, gedoopt 9 maart 1766, - Londen, begraven 5 september 1812), was een Nederlands musicus. Hij bespeelde met name cello en daarnaast viola da gamba. Hij wordt gezien als de laatste professionele gambist in het Verenigd Koninkrijk. Daarnaast componeerde hij een groot aantal werken voor cello en gamba, en mogelijk ook voor piano en fluit.

## Biografie
Dahmen stamt uit het muzikale gezin van Willem Dahmen uit Harlingen. In 1787 speelde hij bas voor het Collegium Musicum in Utrecht en in de winter van 1790/1791 vertrok hij samen met zijn broer Peter naar Londen. Zijn broer trad vrijwel direct toe tot het orkest van Johann Peter Salomon. Zelf deed hij in november van dat jaar auditie bij Salomon en Haydn en was hij in het seizoen van 1792 een van de hoofdspelers in het orkest. Hij bleef een groot aantal jaren voor Salomon spelen. In 1803 onderbrak hij de concerten en uit een melding uit 1806 blijkt dat inmiddels niet meer hoofd- maar tweede cellist was. Op dat moment werd hij vervangen omdat hij ziek uit het Opera House werd afgevoerd. In de tweede helft van 1807 speelde hij elke keer weer mee in Edinburgh en Newcastle. In Glasgow viel hij echter uit vanwege hevige verlammingsverschijnselen.
Daarnaast is Dahmen bekend geworden als de mogelijk laatste professionele gambist, ofwel bespeler van de viola da gamba. Er is onder meer een beschrijving van zijn optreden bewaard gebleven over zijn viola da gamba-spel tijdens een concert in Huddersfield. De meeste waardering kreeg hij voor het spelen van arpeggio's waarvoor het instrument eigenlijk is gemaakt. Hiervan zijn meerere uitvoeringen van hem uit Londen bekend, waarin hij bijvoorbeeld in een trio eigen werk opvoerde.
Hij was een productief componist en componeerde niet alleen voor viola da gamba, maar vooral voor cello. Bij elkaar publiceerde hij 45 composities. Een deel van zijn werk ging echter verloren. Enerzijds wordt vermoed dat hij mogelijk meer heeft geschreven, omdat er ongenummerde opussen op piano bestaan die hij mogelijk ook heeft geschreven. Anderzijds is er een vermoeden dat de aan hem toegeschreven fluitcomposities niet van hem, maar van de Amsterdamse fluitist en naamgenoot Johan Arnold Dahmen afkomstig zijn, een zoon van zijn jongere broer.
Hij overleed waarschijnlijk aan het begin van september 1812, op 46-jarige leeftijd. Na zijn overlijden werd er op 20 mei 1813 een benefietconcert gegeven voor zijn vrouw en negen kinderen, waarbij zijn elfjarige dochter optrad als pianiste.  In de advertentie voor dit concert werd vermeld dat hij nooit is hersteld van zijn langdurige ziekte.

## Werken
Dahmen publiceerde 45 composities, waarbij de nadruk op de strijkinstrumenten ligt. Een beperkte selectie van zijn werk is als volgt:
- Trois quators pour deux violons, alto et basse, opus 3, uitgegeven in 1798
- Trois trios pour deux violons et basse, uitgegeven in Parijs
- Duo’s voor celli
- Cellosonates

- Bibsys: 14022738
- Gemeinsame Normdatei: 1129191648
- International Standard Name Identifier: 0000 0000 5403 3271
- Library of Congress Control Number: no2008002723
- MusicBrainz: f5dd3c07-44d2-4f37-ba5e-2dfa3a0f98c9
- Nederlandse Thesaurus van Auteursnamen: 261642766
- Virtual International Authority File: 4728419
- WorldCat: E39PBJtCBJ4htW7Pykw6tDxFKd